# Psychotria huampamiensis
Psychotria huampamiensis är en måreväxtart som beskrevs av Charlotte M. Taylor. Psychotria huampamiensis ingår i släktet Psychotria och familjen måreväxter. Inga underarter finns listade i Catalogue of Life.